# Rio Sacramento
Il Rio Sacramento è un fiume che scorre nello stato messicano di Chihuahua. Dopo 65 chilometri di corso si unisce al Chuviscar.